# 화전놀이
화전놀이(花煎-)는 삼짇날의 풍속으로 교외나 산 같은 경치 좋은 곳에 가서 음식을 먹고 꽃을 보며 노는 꽃놀이이다. 꽃잎을 따서 전을 부쳐 먹으며 노는 부녀자의 봄놀이이다. 지방에 따라 화전놀이, 화류놀이, 꽃놀이, 꽃달임이라고 하며, 화류 또는 회취라고도 한다. 주로 남부지방에서 많이 행해졌다.

## 전승집단
화전놀이의 주요 전승집단은 양반여성들이었다. 남성들과 민촌 여성들도 화전놀이를 즐겼다. 하지만 남성들의 화전놀이는 부정기적인 봄맞이 풍류의 일환으로 참여 범위가 가까운 지인들로 제한되어, 정기적으로 개최 된 여성들의 집단적인 놀이와는 구별되었다. 또한 남녀가 함께 참여하는 화수회 성격의 화전놀이가 있었으나 이는 ‘문중 모임’의 성격을 지녀, 여성들만의 ‘친목과 유희’를 목적으로 하는 여성들의 화전놀이와는 거리가 있었다.

## 시기
봄철 세시풍속인 음력 3월 3일 삼짇날 삼짇날에는 봄과 관련한 놀이와 풍속이 집중되어 있다.

## 놀이방법

### 남성
탁족이라 하여 산수 좋은 곳을 찾아 처음으로 찬물에 발을 씻어 새로운 기분을 불러일으키며 즐기는 것에서 시작된다. 화전도 부치고 여러 가지 음식을 갖추어 먹고 놀며 담소화락하였다. 그리고 여흥으로 시도 지어읊고 노래도 불러 유쾌한 하루를 마치는 것이 보통이다.

### 여성
여자들의 모임도 냇물에 손발을 씻는 데서 시작된다. 화전을 부치고 각기 분담한 음식 장만에 특별한 관심을 두어서 정결하고 볼품 있고 맛이 있어 남의 칭찬을 사도록 궁리하며 자신들의 의복과 음식 솜씨를 보이는 좋은 기회로 삼았다. 푸짐한 먹거리가 마련되면 본격적인 놀이판이 벌어진다. 판마다 한결같지는 않았지만 음주가무를 즐기고, 시댁 식구 흉보기를 비롯해서 거리낌 없는 담화가 이루어졌다. 음주가무와 자유로운 담화 말고도 신명풀이가 끊이지 않도록 다양한 놀이들이 베풀어졌다. 대표적인 놀이가 윷놀이와 꽃싸움이다. 화전놀이는 여성들이 평소 숨겨두었던 다양한 재주를 마음껏 드러내는 경연장이 되어, 연극과 엉덩글씨, 봉사놀음, 꼽사춤과 병신춤, 모의혼례와 같은 다채로운 놀이로 채워졌다.

## 유래
《삼국유사》에 따르면 “김씨의 종가 재대 부인이 죽어서 청연 웃골에 장사지내고 그곳을 재매골이라 하였으며 매년 봄철이면 김씨 문중 남녀가 이 골짜기 남쪽에 있는 시냇가엣 놀이판을 차리게 되니, 때는 마침 배화가 만발하고 송아꽃이 누렇게 달린다”고 하였다. 화전놀이는 한 집안 일가친척 중에서도 특히 부녀들이 모여서 하던 것으로 보아 신라 때부터 있었던 유풍이 아닌가 한다. 오랜 유래를 가진 화전놀이는 우리 산천이 아름답고 기후 또한 좋으며 우리 인민들이 자연과 친하고 그것을 즐길 줄 아는 고상한 습성에서 나온 놀이였던 것이다.

## 발전과정

### 신라시대
『교남지(嶠南誌)』 권4, 경주 산천조에는 화절현(花折峴)이라는 고개가 나오는데, 그 이름은 신라의 궁인(宮人)들이 봄놀이를 하면서 꽃을 꺾은 데서 비롯하였다고 한다. 한편 같은 책 고적 조에서는 재매곡(財買谷)을 소개하여, “김유신의 맏딸 재매부인을 청연(靑淵)의 위에 있는 골짜기[上谷]에 묻었으므로 이 이름을 붙였는데, 매년 봄에 같은 집안의 부녀자들이 그 골짜기의 남쪽 물가에서 잔치를 베풀었다. 이 시기에는 수많은 꽃들이 만발하고 송화(松花)가 골짜기에 가득하였다. 골짜기의 입구에 초막을 하나 얽었는데 그런 까닭으로 송화방(松花房)이라고 하였다.”고 했다. 물과 산이 있고 수많은 꽃이 만발한 데다 놀이를 위한 초막까지 따로 얽었으니, 꽃과 송화로 지짐을 지져먹었을지도 모를 일이다.

### 조선전기
『조선왕조실록(朝鮮王朝實錄)』 권7, 세조 3년 4월 22일(을묘)의 기록을 보면, “이때에 금령(禁令)이 자못 간략하므로 무풍(巫風)이 성행하였으니, 도성의 남녀들이 떼 지어 술을 마시는 것을 싫어하지 않았다. 매양 한 번 술자리를 베풀면 반드시 음악을 베풀고 해가 저물어서야 헤어져 돌아갔다. 남녀가 노래를 부르고 춤을 추며 큰 소리로 떠들면서 태평시대의 즐거운 일이라고 하였다. 귀가(貴家)의 부인들도 또한 많이 본받아서 장막을 크게 설치하고는 며느리들을 다 모아서 호세(豪勢)와 사치를 다투어 준비하는 것이 매우 극진하였다. 진달래꽃[杜鵑花]이 필 때에 더욱 자주 그러하니 전화음(煎花飮)이라고 하였다.” 한다.

## 의의
- 일상 해방: 삼짇날의 화전놀이는 여성들에게는 일 년에 한 번 밖에 없는 공식적인 집단 나들이었다는 점에서 평소 자유롭지 못한 여성들이 봄을 맞이하여 또래들끼리 모여서 일상생활에서 해방될 수 있는 날이었다는데 의의가 있다.
- 공동체 잔치: 삼짇날이 농사짓기 전의 마지막 놀이였기 때문에 며느리들이 울타리를 붙들고 운다는 이야기가 있듯이 화전놀이는 본격적인 농사철이 시작되기 전에 산이나 들이로 나가 음식을 만들어 먹고 놀면서 앞으로 다가올 노동의 괴로움을 미리 위로하는 공동체 잔치로서의 의의가 있다.

미풍양속 사교장: 담소화락하여 우의를 새롭게 하며 윗사람을 공경하고 아랫사람을 존중하는 미풍약속의 사교장이었다는 데 큰 의의가 있다.
유대감: 식사 후에 이루어지는 유흥시간에 자연스럽게 자신의 삶과 관련된 이야기들이 흘러나오게 된다. 누군가가 자신의 소회를 솔직하게 토로하면 참석한 여성들은 박수를 치며 동조를 하기도 하고, 눈물을 흘리며 공감하기도 한다. 다른 사람의 경험을 듣고 공감하고 위로하는 과정에서 여성들은 그들 사이의 유대감을 확인하게 된다. 비슷한 처지에서 살아가는 이들이 또 있다는 사실, 나의 고통을 이해하고 공감하는 동류가 있다는 사실이 고달픈 현실을 견디며 살아가는 데 큰 힘이 되어 주었다. 화전놀이는 여성들이 자신들의 삶에 대해 진지하게 논의할 수 있는 기회를 제공하였다.

## 지역사례

### 영남지방
춘삼월 진달래꽃이 만발할 무렵에 마을 또는 문중의 여성들이 통문을 돌리거나 해서 놀이를 가기로 뜻을 모으는 것으로 시작되었다. 뜻이 모이면 시어른들의 승낙을 얻은 뒤에 구체적인 준비를 시작한다. 참여 인원은 대략 30~60명 내외이다. 젊은이로부터 늙은이까지 두루 참여할 수 있지만, 어느 정도 삶의 이력이 붙어 집안이나 마을에서 인정받는 중년 여성들이 주도하며 시어머니들은 며느리들이 자유롭게 놀 수 있도록 따라가지 않는다. 음식을 비롯하여 놀이에 드는 경비는 화전계(花煎契)가 있으면 그 기금으로 충당하고 그렇지 않으면 일정하게 갹출한다. 놀이날이 정해지고 준비가 진행되는 동안, 여성들은 그 날을 손꼽아 기다린다. 놀이날이 되면 미리 준비한 음식과 조리도구 그리고 지필묵(紙筆墨)을 챙긴다. 꼭 그런 것은 아니지만 가무의 반주를 위해서 풍물을 가져가기도 한다. 지필묵은 현지에서 화전가를 지을 것을 염두에 둔 것이다. 여성들은 어느 때보다 용모에 정성을 들여서 곱게 단장하고 아침 일찍 길을 나선다. 놀이하는 장소는 보통 마을에서 10리 안팎의 거리에 있는, 산천경개가 수려한 곳이다. 현장에 도착하면 우선 음식을 장만한다. 이미 가져간 음식을 먹을 수 있도록 준비하고 만발한 진달래꽃잎을 한 움큼씩 따와 화전(花煎)을 만든다. 『동국세시기(東國歲時記)』 3월 3일조에서는 다음과 같이 화전을 소개하였다. "참꽃을 따다가 찹쌀가루에 반죽을 하여 둥근 떡을 만들고 그것을 기름에 지진 것을 화전이라 한다. 이것이 곧 옛날 오병(熬餠)의 한구(寒具)이다. 또 녹두가루를 반죽하여 익힌 것을 가늘게 썰어 오미자 국에 띄우고 꿀을 섞고 잣을 곁들인 것을 화면(花麵)이라고 한다. 혹 참꽃을 녹두가루에 반죽하여 만들기도 한다. 또 녹두로 국수를 만들어 혹 붉은색으로 물을 들이기도 하는데 그것을 꿀물에 띄운 것을 수면(水麵)이라 한다. 이것을 아울러 시절음식으로 제사에 쓴다.